# Xã Lyons, Quận Wadena, Minnesota
Xã Lyons (tiếng Anh: Lyons Township) là một xã thuộc quận Wadena, tiểu bang Minnesota, Hoa Kỳ. Năm 2010, dân số của xã này là 192 người.